# كاشينتسي
كاشينتسي (بالبلغارية: Кашенци)‏ قرية تقع إدارياً ضمن تريافنا في بلغاريا. ويبلغ عدد سكانها 2 نسمة حسب تعداد 15 مارس 2015. تعتمد كاشينتسي للبريد على الرمز البريدي 5351.